# Shenmue II
Shenmue II (яп. シェンムー II Сэмму: Цу:) — сиквел видеоигры игры Shenmue, вторая игра серии. Разработчик игры студия Sega AM2, издатель Sega, выпущенная для консолей Dreamcast и Xbox в 2001-2002 годах. Руководитель и продюсер игры — Ю Судзуки. В 21 августе 2018 году игра была переиздана студией разработчиком d3t и издателем Sega. Новая версия игры поддерживает такие платформы PlayStation 4, Xbox One, Windows.
Из-за эксклюзивности прав, которых добилась Microsoft, североамериканская версия для Dreamcast которая должна была выйти в 2001 году была отменена, но была выпущена 2002 году для Xbox.

## Сюжет
Действия Shenmue II разворачиваются вскоре после событий первой части, когда Рё Хадзуки, главный герой серии, покинул Японию и отправился по следам убийцы своего отца. Если предшественница выступает в качестве пролога и рассказывает историю лишь первой главы, то вторая игра повествует с третьей по пятую.
Вторая глава происходит между событиями Shenmue и Shenmue II во время поездки Рё на теплоходе из Йокосуки в Гонконг. Глава также доступна в качестве комикса, как дополнение к игре в версии для Xbox.
Третья глава саги начинается тогда, когда Рё прибыл в Гонконг для того, чтобы найти мастера Тао Лишао. После длительных поисков, протагонист наконец встречается с мастером и обнаруживает, что она — женщина и её настоящее имя Хун Сюин. И хотя она не желает помогать Рё с поисками, видя в нём стремление к мести, однако продолжает следить за ним, пересекаясь вместе с главным героем время от времени. Благодаря поискам, он обнаруживает другого человека, который может помочь ему в поиске Лан Ди.
Четвёртая глава саги происходит в Крепости Коулун, где Рё пытается найти Чжу Юаньда, эксперта по боевым искусствам, с которым был некогда знаком отец главного героя. Позже Рё сталкивается с его союзниками и с опасной организацией Йеллоухэдс (англ. Yellowheads), которые стремятся похитить Чжу Юаньда от имени Лан Ди.
Следующая глава, пятая, происходит в городе Гуйлинь, куда главный герой отправился по наставлению Чжу. Вскоре после прибытия, Рё встречает молодую девушку по имени Лин Шенхуа, спасающей тонущего в реке оленёнка, которую главный герой не раз видел в своих снах. Вскоре выясняется, что семья Шенхуа связана с наследием зеркал Дракона и Феникса. Она приводит Рё на каменный карьер на окраине посёлка, чтобы встретиться с отцом. Эпизод подходит к концу, когда в пещере пара обнаруживает загадочный меч, который взлетает в воздух, а загоревшиеся факелы позволяют увидеть большие вырезки в стене пещеры в виде зеркал Феникса и Дракона.
Всего было запланировано выпустить 16 глав, которые бы составляли одну целую игру Shenmue (не разбитую на части) на консоли Sega Saturn, но в пользу новых технологических возможностей, которые преподнесла Dreamcast, разработчики от этой идеи отказались.

## Геймплей

Гонконг.

Геймплей Shenmue II имеет такие же особенности, как и игра Shenmue. Однако, в игре есть много дополнений и изменений, многие фанаты считают его совершенно другим.
Заметная разница в этой игре от Shenmue является обилие последовательности действий, в основном используются кинематографические события путём ввода Quick Time Events, вместо свободных сражений. В Shenmue, зачастую спросив определенного персонажа нужно для того, чтобы пройти сюжетную линию, однако в сиквеле, часто многие персонажи смогут помочь Рё достичь своей цели, что позволяет игре идти гораздо более быстром темпе и можно выбрать один из двух вариантов ответа, если неиграбельный персонаж задал вам вопрос. Есть также моменты нелинейности, например, в некоторых ресторанах игрок выбирает, какие события произойдут. Иногда будет использоваться Quick Time Events.
В этой игре деньги играют гораздо более важную роль, чем в первой игре серии, где Рё получал деньги в начале каждого дня, а здесь игроку требуется найти работу с частичной занятостью или играть в азартные игры для того, чтобы получить наличные. Shenmue II также может похвастаться большим выбором аркадных игр, чем его предшественник.
В то время как Shenmue состоял из одного мира с огромным количеством деталей (например, присутствует возможность открыть почти каждый ящик в доме Рё и взять оттуда содержимое), то Shenmue II состоит из нескольких миров с менее сложной детализацией, хотя можно долго исследовать мир. Несмотря на жёсткий темп игры и более насыщенную сюжетную линию, игра держит основную формулу своего предшественника, которая позволяет игроку по существу бродить по виртуальному миру, разговаривать с людьми и получать подсказки, некоторые из них для Рё будут служить раскрытием тайн убийства его отца.
Версия игры для Dreamcast имеет функцию передачи данных, в которой игроки могут перенести из Shenmue свои сохранённые данные, например, перенос в игру денег, собранных предметов и навыков боевых искусств.

## Версии и выпуски

Североамериканская обложка игры для консоли Xbox

В 2002 году в Северной Америке и Европе вышел порт игры на консоли Xbox. Порт имеет некоторые изменения. Наиболее существенным изменением в порте является полное дублирование персонажей на английском языке. Появились две новые возможности в игровом процессе: режим «Snapshot» позволяет сфотографировать геймплей или ролики и сохранить их на жёстком диске Xbox и фильтр, чтобы изменить цвет, который используется на весь экран. Была улучшена графика (например, в ночные часы лучше выглядит вода), длина загрузок была несколько снижена, добавлена поддержка звука Dolby Digital 5.1 и частота кадров в настоящее время работает до 30 кадров в секунду с минимальными потерями персонажей на экране, так как версия игры для Dreamcast использовала LOD, из-за которой исчезали пешеходы на пустынной или переполненной местности. Порт также использует сглаживание Quincunx, как и многие игры для Xbox. И хотя техника снижает «неровности», но некоторые объекты выглядят «размытыми».
Есть также много других графических различий, в основном с присутствием эмблем на зданиях, наклеек на музыкальных автоматах, знаков на воротах и т. д.
Также добавлен режим для просмотра снимков, который сделал игрок, и шесть рассказов, которые могут быть разблокированы в процессе прохождения игры. Берутся снимки определенных персонажей и история сделана в виде манги. Четыре из них расширяют эту историю, в то время как оставшиеся две являются бонусными картинками.
Хотя версия игры для Dreamcast идёт в четырёх дисках формата GD-ROM, версия Xbox включает один DVD и в комплекте идёт фильм Shenmue: The Movie на отдельном диске для воспроизведения на DVD-проигрывателе. Фильм полностью состоит из сцен игры Shenmue.
Версия игры для Dreamcast имеет функцию передачи данных, в которой игроки могут перенести из Shenmue свои сохранённые данные, но в порте этой функции нет. Однако в начале игры игрок получает большинство капсул с игрушками и другие предметы для коллекционирования.
Когда версия игры для Xbox выпустили для Европы, Microsoft решила не использовать европейскую локализацию Sega вместе с японским озвучиванием. В итоге, европейская версия игры поддерживает только английский язык, в то время как Dreamcast-версия имеет поддержку нескольких языков.

## Оценки и мнения
| Сводный рейтинг       | Сводный рейтинг | Сводный рейтинг |
| Издание               | Оценка          | Оценка          |
| Издание               | Dreamcast       | Xbox            |
| --------------------- | --------------- | --------------- |
| GameRankings          | 89,63 %         | 82,26 %         |
| Game Ratio            | 90 %            | 82 %            |
| Metacritic            |                 | 80/100          |
| MobyRank              | 93/100          | 81/100          |
| Иноязычные издания    |                 |                 |
| Издание               | Оценка          | Оценка          |
| Издание               | Dreamcast       | Xbox            |
| 1UP.com               |                 | B-              |
| AllGame               |                 | [ 8 ]           |
| CVG                   | 9,0/10          | 7,0/10          |
| Eurogamer             | 8/10            | 6/10            |
| GamePro               |                 | [ 13 ]          |
| GameRevolution        |                 | B+              |
| GameSpot              | 8,7/10          | 7,3/10          |
| GameSpy               |                 | [ 17 ]          |
| GameZone              |                 | 8,7/10          |
| IGN                   |                 | 8,3/10          |
| TeamXbox              |                 | 7,5/10          |
| XboxAddict            |                 | 100 %           |
| GameStats             | 9,1/10          | 8,4/10          |
| Русскоязычные издания |                 |                 |
| Издание               | Оценка          | Оценка          |
| Издание               | Dreamcast       | Xbox            |
| «Страна игр»          |                 | 9,0/10          |

Версия игры для Dreamcast получила высокие оценки от критиков. Они положительно оценили множество улучшений по сравнению с Shenmue, а также вопросы, которые задаются в игре, более быстрый темп, сюжет и большую часть действия последовательностей.
Версия игры для Xbox получила более низкий балл, чем версия для Dreamcast. Фанаты серии жаловались на отсутствие японского озвучивания и сделанное за минуту визуальное обновление.

### Продажи
Японская версия игры продавалась достаточно хорошо, даже несмотря на ограниченный рынок Dreamcast. Европейская версия также хорошо продавалась из-за высокого спроса на импортные товары. В то же время американская версия игры на Xbox продавалась плохо. Во многом это было связано с высокой ценой на Xbox в то время и хорошую доступность Dreamcast, а также из-за того, что значительная часть фанатов не имела в то время Xbox. Слабые продажи игры на Xbox были связаны с плохим маркетингом и недостаточной осведомленностью. Sega и Microsoft не выпустила версию игры на Xbox в Японии.

## Переиздание
В 14 апреля 2018 года издатель компьютерных игр Sega поделился с сайтами про компьютерные игры новостями что в этом году выйдет сборник игр Shenmue I & II, разработчиками переиздания игр будет студия d3t. Сами же обновленные игры будут отличаться от оригинала тем что: будут поддерживать нынешние консоли (PlayStation 4, Xbox One) и компьютеры (Windows), улучшенным интерфейсом, возможностью выбирать в игре звуковую дорожку (которых теперь будет две английская и японская), в игре будет возможность выбирать управление старое (какое было в оригинальной игре) и новые которое сделали разработчики. В июле 2018 года в цифровых магазинах (Windows Store и PlayStation Store) где продавались игры появилась дата выхода 21 августа 2018 года в этом же месяца издатель подтвердил что игры выйдут в этот строк. 21 августа 2018 года выпуск игр состоялся .

## Сиквел
Официальный долгожданный анонс Shenmue III состоялся лишь 15 июня 2015 года, через 12 лет после выхода второй части. В данный момент игра финансируется благодаря платформе Kickstarter. Целевые платформы — Windows и PlayStation 4, а игровым движком станет Unreal Engine 4. Дата выхода игры — 19 ноября 2019 года.